# Movimiento Democrático Popular (Islas Turcas y Caicos)
El Movimiento Democrático Popular (inglés: People's Democratic Movement) es un partido político de las Islas Turcas y Caicos.

## Elecciones
| Elecciones | Líder                                  | Votos | Porcentaje | Escaños | Resultados                  |
| ---------- | -------------------------------------- | ----- | ---------- | ------- | --------------------------- |
| 1976       | James Alexander George Smith McCartney | 956   | 39.8%      | 5       | Gobierno con independientes |
| 1980       | Oswald Skippings                       | 1,134 | 39.6%      | 3       | Oposición                   |
| 1984       | Clement Howell                         | 1,246 | 38.8%      | 3       | Oposición                   |
| 1988       | Oswald Skippings                       | 5,495 | 59.7%      | 11      | Gobierno                    |
| 1991       | Oswald Skippings                       | 4,542 | 48.4%      | 8       | Oposición                   |
| 1995       | Derek Hugh Taylor                      | 2,058 | 49.9%      | 8       | Gobierno                    |
| 1999       | Derek Hugh Taylor                      | 2,362 | 52.2%      | 9       | Gobierno                    |
| 2003       | Derek Hugh Taylor                      | 2,747 | 50.2%      | 6       | Oposición                   |
| 2007       | Floyd Seymour                          | 2,320 | 39.1%      | 2       | Oposición                   |
| 2012       | Oswald Skippings                       | 3,164 | 44.8%      | 7       | Oposición                   |
| 2016       | Sharlene Cartwright-Robinson           | 3,169 | 51.2%      | 10      | Gobierno                    |
| 2021       | Sharlene Cartwright-Robinson           | 2,888 | 44.7%      | 1       | Oposición                   |